# Тбилисский государственный азербайджанский драматический театр
Тбилисский государственный азербайджанский драматический театр (азерб. Tbilisi Azərbaycan Teatrı, груз. ჰეიდარ ალიევის სახელობის თბილისის აზერბაიჯანული სახელმწიფო დრამატული თეატრს) — единственный существующий в Грузии азербайджанский театр. Был основан в 1909 году в помещении гостиничного двора (караван-сарая), принадлежащего тифлисскому купцу Гаджи-Ашуму Марданову.
С 1922 года театр получил статус государственного и стал официально называться «Тифлисский государственный азербайджанский драматический театр». В театре организовались две труппы под руководством Мир-Сейфеддина Кирманшахлы и Мирза-Хана Кулиева. Театр стал своего рода кузницей актерских и режиссерских кадров всего СССР (и даже зарубежного Востока). В стенах театра воспитались и прошла боевую закалку целая плеяда кадров театрального искусства: Ибрахим Исфаханлы, Алекпер Сейфи, Али Гурбанов, Мирза-Али Аббасов, Ашраф Юзбашев, Мовсун Санани, Исмаил Хагги, Ульви Раджаб, Ахмед Салахлы, Али Шахсабахлы, Джахан-ханым Талышинская, Памфилия Танаилиди и др.
Театр за годы своей деятельности прославился своими благотворительными акциями, в числе которых помощь голодающим Поволжья. В годы Великой Отечественной войны артисты Тбилисского государственного азербайджанского драматического театра выезжали на фронтовые позиции с культурными программами. 
В 1947 году театр был закрыт. А после распада СССР приходил в негодность. Несмотря на то, что в 2003 году он получил статус государственного и был вновь открыт, на тот момент находился в крайне аварийном состоянии, а работники получали крайне низкую зарплату. 
Только в 2023 году, в связи со 100-летием Гейдара Алиева был заложен фундамент нового здания азербайджанского театра. На церемонии приняли участие премьер-министр Азербайджанской Республики Али Асадов и премьер-министр Грузии Ираклий Гарибашвили.